# Купільська сільська рада
Купі́льська сільська́ ра́да — адміністративно-територіальна одиниця та орган місцевого самоврядування в Волочиському районі Хмельницької області. Адміністративний центр — село Купіль.

## Загальні відомості
- Територія ради: 31,698 км²
- Населення ради: 1 127 осіб (станом на 2001 рік)
- Територією ради протікає Південний Буг

## Населені пункти
Сільській раді підпорядковані населені пункти:
- с. Купіль
- с. Гайдайки

## Склад ради
Рада складалася з 16 депутатів та голови.
- Голова ради: Кінделевич Лариса Михайлівна
- Секретар ради: Лохтенко Галина Миколаївна

### Керівний склад попередніх скликань
| Прізвище, ім'я, по батькові  | Основні відомості                                                 | Дата обрання | Дата звільнення |
| ---------------------------- | ----------------------------------------------------------------- | ------------ | --------------- |
| Кінделевич Лариса Михайлівна | Сільський голова, 1969 року народження, освіта вища               | 26.03.2006   | 31.10.2010      |
| Кінделевич Лариса Михайлівна | Сільський голова, 1969 року народження, освіта вища, позапартійна | 31.10.2010   |                 |

Примітка: таблиця складена за даними сайту Верховної Ради України

### Депутати
За результатами місцевих виборів 2010 року депутатами ради стали:

#### За суб'єктами висування
| Суб'єкт висування                 | Кількість обраних депутатів | %    |
| --------------------------------- | --------------------------- | ---- |
| Самовисування                     | 10                          | 62,5 |
| Народна партія                    | 3                           | 18,8 |
| Політична партія «Сильна Україна» | 2                           | 12,5 |
| Політична партія «Нова політика»  | 1                           | 6,3  |

#### За округами
| № округу                          | Прізвище, ім'я, по батькові     | Дата визнання обраним | Освіта             | Партійна приналежність | Відомості про обраного депутата                                                              |
| --------------------------------- | ------------------------------- | --------------------- | ------------------ | ---------------------- | -------------------------------------------------------------------------------------------- |
| Народна Партія                    |                                 |                       |                    |                        |                                                                                              |
| 3                                 | Лохтенко Галина Миколаївна      | 04.11.2010            | середня            | член Народної партії   | Купільська сільська рада, секретар                                                           |
| 5                                 | Стецюк Юрій Васильович          | 04.11.2010            | середня            | член Народної партії   | Волочиська дільниця Волочиського ЦТП № 17, бригадир                                          |
| 15                                | Брилко Галина Антонівна         | 04.11.2010            | середня            | позапартійна           | Гайдайківський клуб, завідувач                                                               |
| Політична партія «Нова політика»  |                                 |                       |                    |                        |                                                                                              |
| 12                                | Сова Тамара Анатоліївна         | 04.11.2010            | середня спеціальна | позапартійна           | приватний підприємець                                                                        |
| Політична партія «Сильна Україна» |                                 |                       |                    |                        |                                                                                              |
| 2                                 | Сухомлинов Сергій Юрійович      | 04.11.2010            | середня спеціальна | позапартійний          | СБК с. Купіль, художній керівник                                                             |
| 8                                 | Соломіна Любов Юріївна          | 04.11.2010            | середня спеціальна | позапартійна           | Купільська сільська рада, бухгалтер                                                          |
| Самовисування                     |                                 |                       |                    |                        |                                                                                              |
| 1                                 | Медзатий Віктор Іванович        | 04.11.2010            | вища               | позапартійний          | Красилівське ЛВУМГ Купільської ГРС, оператор                                                 |
| 4                                 | Міщук Володимир Володимирович   | 04.11.2010            | середня            | позапартійний          | тимчасово не працює                                                                          |
| 6                                 | Данильчук Василь Володимирович  | 04.11.2010            | середня            | позапартійний          | тимчасово не працює                                                                          |
| 7                                 | Каркуцький Василь Вікторович    | 04.11.2010            | середня            | позапартійний          | Волочиська дільниця Волочиського ЦТП № 17, електромонтер                                     |
| 9                                 | Ващук Петро Григорович          | 04.11.2010            | середня            | позапартійний          | тимчасово не працює                                                                          |
| 10                                | Божик Геннадій Володимирович    | 04.11.2010            | вища               | позапартійний          | Волочиський РЕМ, майстер                                                                     |
| 11                                | Новосад Антоніна Григорівна     | 04.11.2010            | вища               | позапартійна           | Купільська загальноосвітня школа І-ІІІ ст., вчитель                                          |
| 13                                | Єгорова Світлана Григорівна     | 04.11.2010            | вища               | позапартійна           | Купільська загальноосвітня школа І-ІІІ ст., заступник директора з навчально -виховної роботи |
| 14                                | Климчук Володимир Володимирович | 04.11.2010            | середня            | позапартійний          | тимчасово не працює                                                                          |
| 16                                | Грабовський Володимир Іванович  | 04.11.2010            | середня            | позапартійний          | тимчасово не працює                                                                          |